# Copa Mundial de Rugby League de 1995
La Copa Mundial de Rugby League de 1995 fue la undécima edición de la Copa del Mundo de Rugby League.

## Equipos
- Australia
- Fiyi
- Francia
- Gales
- Inglaterra
- Nueva Zelanda
- Papúa Nueva Guinea
- Samoa
- Sudáfrica
- Tonga

## Fase de grupos
|  | Clasifican a semifinales |

### Grupo A
| Equipo     | Encuentros | Encuentros | Encuentros | Encuentros | Tantos  | Tantos    | Tantos     | Puntos |
| Equipo     | jugados    | ganados    | empatados  | perdidos   | a favor | en contra | diferencia | Puntos |
| ---------- | ---------- | ---------- | ---------- | ---------- | ------- | --------- | ---------- | ------ |
| Inglaterra | 3          | 3          | 0          | 0          | 112     | 16        | +96        | 6      |
| Australia  | 3          | 2          | 0          | 1          | 168     | 26        | +142       | 4      |
| Fiyi       | 3          | 1          | 0          | 2          | 52      | 118       | −66        | 2      |
| Sudáfrica  | 3          | 0          | 0          | 3          | 12      | 184       | −172       | 0      |

Nota: Se otorgan 2 puntos al equipo que gane un partido, 1 al que empate y 0 al que pierda.

### Grupo B
| Equipo             | Encuentros | Encuentros | Encuentros | Encuentros | Tantos  | Tantos    | Tantos     | Puntos |
| Equipo             | jugados    | ganados    | empatados  | perdidos   | a favor | en contra | diferencia | Puntos |
| ------------------ | ---------- | ---------- | ---------- | ---------- | ------- | --------- | ---------- | ------ |
| Nueva Zelanda      | 2          | 2          | 0          | 0          | 47      | 30        | +17        | 4      |
| Tonga              | 2          | 0          | 1          | 1          | 52      | 53        | −1         | 1      |
| Papúa Nueva Guinea | 2          | 0          | 1          | 1          | 34      | 50        | −16        | 1      |

Nota: Se otorgan 2 puntos al equipo que gane un partido, 1 al que empate y 0 al que pierda.

### Grupo C
| Equipo  | Encuentros | Encuentros | Encuentros | Encuentros | Tantos  | Tantos    | Tantos     | Puntos |
| Equipo  | jugados    | ganados    | empatados  | perdidos   | a favor | en contra | diferencia | Puntos |
| ------- | ---------- | ---------- | ---------- | ---------- | ------- | --------- | ---------- | ------ |
| Gales   | 2          | 2          | 0          | 0          | 50      | 16        | +34        | 4      |
| Samoa   | 2          | 1          | 0          | 1          | 66      | 32        | +34        | 2      |
| Francia | 2          | 0          | 0          | 2          | 16      | 84        | −68        | 0      |

Nota: Se otorgan 2 puntos al equipo que gane un partido, 1 al que empate y 0 al que pierda.

### Semifinal
| 21 de octubre | Inglaterra | 25 - 10 | Gales |  |  |

| 22 de octubre | Nueva Zelanda | 20 - 30 | Australia |  |  |

### Final
| 28 de octubre | Inglaterra | 8 - 16 | Australia | Wembley, Londres                |  |
|               |            |        |           | Asistencia: 66.540 espectadores |  |

| Bandera de Australia |
| Campeón Australia    |
| Octavo título        |